# Emily Nasrallah
Emily Daud Nasrallah اميلي نصرالله (Líbano, 6 de julio de 1931 – Ibídem, 13 de marzo de 2018), cuyo apellido de soltera era Abi Rached, fue una escritora y activista en favor los derechos de las mujeres libanesas. Se graduó en la Universidad Americana de Beirut en 1958 en Educación y Literatura y poco después alcanzó gran notoriedad como escritora con la publicación de su primera novela Aves de septiembre (طيور أيلول), en 1962, en la que habla sobre la migración de los aldeanos de su pueblo al igual que las aves se marchan en septiembre. Esta publicación ganó tres grandes premios literarios en el ámbito araboparlante de manera inmediata: el Poeta Said Akl, el de los Amigos de los libros y el de la Revista Fairuz, siendo posteriormente catalogado como uno de los 105 mejores libros de la Unión de Escritores Árabes del siglo XX. Incluso ha sido traducido al braille
Novelista, periodista, escritora independiente, profesora, conferenciante y activista por los derechos de las mujeres son algunas de las actividades en las que ha participado con éxito. Comenzó su carrera como periodista y escritora mientras aún estudiaba en la universidad. Su lenguaje poético para describir la vida cotidiana en el Líbano devastado por la guerra es uno de los elementos más destacables de su producción literaria. Escribió novelas, cuentos infantiles y hasta una colección de narrativa breve en la que aborda temas como la familia, la vida rural, la Guerra Civil Libanesa, la emigración que sufre ese pueblo y los derechos de las mujeres en Líbano.

## Biografía

### Infancia
Abi Rached nació en la aldea de al-Kfeir, الكفير,  (vertiente occidental de la Montaña del Jeque, جبل الشيخ al sur del Líbano) el 6 de julio de 1931. Su madre se llamaba Loutfa Abu Nasr y su padre Daud Abi Rached. Fue la mayor de seis hermanos y creció ayudando a su familia en las labores del campo, vivencia que posteriormente reflejó en sus obras. Vio cómo su aldea se despoblaba paulatinamente y cómo su familia tuvo que emigrar en busca de oportunidades laborales y de educación mejores de las que allí podían encontrar. La escuela pública de Kfeir sólo admitía alumnado a partir de los seis años de edad, pero sus ganas de aprender con sólo cuatro años, la llevó a seguir las clases a hurtadillas al estar la escuela junto a su casa. Solía recitar los poemas e historias que escuchaba a su padre y sus amigos. Su tío materno, Ayub Abu Nasr, miembro de la Liga Literaria Rabita al-Qalamiyya fomentó su educación con especial interés cuando volvió al Líbano, a causa de una enfermedad neurológica. Reparó en el talento de Emily y le alentó para que siguiera estudiando. A menudo le animaba a escribir redacciones descriptivas avivando su imaginación y sus aptitudes como escritora.

### Juventud en el internado
Al terminar sus estudios de primaria en la escuela de su aldea, que entonces sólo ofrecía hasta el tercer curso de educación primaria, Nasrallah escribió una carta a su tío segundo por parte de madre, un empresario expatriado residente en el estado norteamericano de Virginia Occidental, en la que le expresaba su interés por acceder a la universidad y describía la situación económica de su familia, que le impedía pagar su matriculación en un centro privado. El familiar accedió a su petición y le pagó un curso completo, por lo que Abi Rached salió de su localidad natal a los dieciséis años para seguir su formación como alumna interna de la universidad pública de Choueifat, al sur de Beirut. Estudió allí cuatro años, tiempo durante el cual su pasión por la literatura se acentuó, convirtiéndose en una ávida lectora. Compensó la ausencia de bibliotecas en su aldea natal pasando muchas horas de lectura en la biblioteca de la universidad. Como carecía de fondos para comprar libros, sacaba de la biblioteca a escondidas los libros de Mikha'il Na'ima y los de Khalil Gibran, autores que influirían en su carrera como escritora, para leerlos en su habitación. Su avidez por la lectura era tal que llegó a disfrutar del "interesante material de lectura" (según ella misma decía) que hallaba en los recortes de periódicos y revistas que envolvían las peladillas y otras golosinas que adquiría en los puestos callejeros.[cita requerida]
Nasrallah llegó a agradecer públicamente a Nassim Nasser, su profesor de lengua árabe, por haberla ayudado a desarrollar sus aptitudes como escritora, orientándola mediante "las severas críticas con bolígrafo rojo" que le escribía en los exámenes. Él fue el primero en publicar sus textos en Telegraph, una revista local beirutí, entre 1949 y 1950, y también la animó y la seleccionó para participar en diversos concursos de retórica y redacción.

### Universidad y carrera literaria
Tras su graduación, sus padres quisieron que volviera a Kfeir y se empleara como maestra en la escuela de la aldea. No les gustaba la idea de que su hija viviera sola en la ciudad. Sin embargo, ella decidió volver a Beirut donde se convirtió en la institutriz de los hijos de Edvique Shayboub, editora jefe de la revista Sawt al Mar'a (La voz de las mujeres, صوت المرأة), que le ofreció la oportunidad de publicarle algunos artículos y la animó a quedarse en Beirut.
En 1955, la directora del Colegio Ahliah, Amal Makdessy Korta, le ofreció un empleo y alojamiento en esa escuela, situada en la localidad de Wadi Abu Jamil. En este centro, impartió clases durante dos horas diarias, siendo Hanan al-Shaykh una de sus alumnas. Seguía escasa de fondos para pagar su matrícula universitaria y su amiga y colega Jalila Srour tuvo que ayudarla económicamente. Mientras tanto, Nasrallah continuó sus tareas como institutriz y escribiendo artículos para la revista Sawt al Mar'un, incluso llegó a convertirse en la voz de la radio nacional libanesa (al-itha'un al-lubnaniyya), todo ello para conseguir saldar su deuda con Jalila y pagar su matrícula en la Universidad Femenina de Beirut y la Universidad Americana de Beirut donde finalmente se graduó en Educación y Literatura en 1958.

### Periodismo
En 1955, Nasrallah conoció a Jacqueline Nahas, una periodista en la editorial as-Sayyad, donde pasó 15 largos años escribiendo en la sección de Sociedad de la revista as-Sayyad (el cazador). También firmó colaboraciones en el diario Al Anwar. Entre 1973 y 1975, trabajó como asesora cultural y relaciones públicas en la Universidad de Beirut, antes de colocarse en la revista Fairuz desde 1981 hasta 1987 como directora editorial.[cita requerida]

### Vida privada
A la vez que estudiaba en la universidad, se casó en 1957 con Philip Nasrallah, un farmacéutico de la localidad de Zahleh. La pareja tuvo cuatro hijos: Ramzi, Maha, Khalil, y Mona. Emily nunca se marchó de Beirut, incluso durante los momentos más duros de la guerra civil libanesa, convirtiéndose en una de las llamadas Descentradas de Beirut.

## Producción literaria

### Novela
- 1962 – Pájaros de septiembre (Tuyur Aylul). Ediciones del Oriente y del Mediterráneo. ISBN 978-84-943932-1-1.[14]
- 1968 – Shajarat al-Difla (El árbol de la adelfa).
- 1974 – al-Rahina (El rehén).
- 1980 – Tilka l-dhikrayat (Aquellos recuerdos).
- 1981 – al-Iqlaʿ ʿaks al-zaman (Luchar contra el tiempo).
- 1995 – al-Jamr al-ghafi (El ámbar dormido).[15]
- Ma Hadatha Fi Jouzour Tamaya (Lo que pasó en las islas Tamaya).

### Cuento
- 1973 – Jazirat al-Wahm (La isla de la ilusión).
- 1978 – al-Yanbouʿ  (La primavera).
- 1984 – al-Mar'a fi 17 qissa (Mujeres en 17 historias).
- 1984 – al-Tahuna al-da'iʿa (El molino perdido).
- 1988 –  Khubzuna al-yami (Nuestra pan de cada día).
- 1996 – Mahattat al-rahil (Las estaciones en un viaje).
- 1997 – Rawat lia al-ayyam (Días contados).
- 1998 – Al-Layali al-Ghajariyya (Noches gitanas).
- Awraq Minsiah (Los documentos olvidados).
- Aswad wa Abyiad (Negro y blanco).
- Riyah janoubiyyah (Vientos del sur).

### Literatura infantil
- 1977 – Shadi as-Saghir (La pequeña Shadi).
- al-Bahira (La flor resplandeciente).
- 1988 – Diario de un gato (Yawmiyat Hirr). Editorial Verbum. ISBN 978-84-9074-134-4.
- ʿala Bissat al Thalj (Sobre una alfombra de nieve).
- Al Ghazala (La gacela).
- Anda al Khawta (Anda, el tonto).
- Ayna tathhab Anda? (¿A dónde va Anda?).

### No-ficción
- Nisaa' Ra'idat. Volúmenes 1, 2 y 3. Biografías de mujeres pioneras del este.
- Nisaa' Ra'idat. Volúmenes 4, 5 y 6. Biografías de mujeres pioneras del oeste.
- Fil Bal. Recuerdos de la puesta en marcha de la carrera periodística.

## Premios y distinciones
Su obra Diario de un gato (Yawmiyat Hirr) fue citada en 1998 en la lista de honor de la Organización Internacional para el Libro Juvenil. Este libro describe los horrores de la guerra en Beirut desde el punto de vista de Zicco, un gato siamés (abandonado por sus amos, que habían huido de la guerra) y su amiga humana, Mona.
Nasrallah participó en el Festival Internacional de Autores de 1988 que tuvo lugar durante la celebración de los Juegos Olímpicos de Calgary en Canadá. Fue miembro del jurado y conferenciante invitada al congreso de la asociación de escritores PEN Club Internacional de 1989 en Toronto y Montreal, y participó como miembro del jurado y conferenciante en diversos congresos en Alemania, Dinamarca, Holanda, Suiza, Egipto y los Estados Unidos.[cita requerida]
El 28 de agosto de 2017, el Goethe-Institut otorgó a Nasrallah la Medalla Goethe El lenguaje es la clave, un premio reservado para personas que adoptan una postura valiente sobre temas tabú en sus sociedades de origen, desde la violencia contra las mujeres hasta la memoria histórica. Es una condecoración oficial de la República Federal de Alemania que distingue a los extranjeros (no alemanes) por sus contribuciones en sintonía con el espíritu del Instituto.
El 6 de febrero de 2018, el presidente de la República Libanesa, Michel Aoun, la condecoró con la Medalla de Honor del Cedro, otorgándole el rango de Comandante. Nasrallah confesó que ese había sido uno de los días más felices de su vida. Como por motivos de salud no pudo desplazarse hasta el Palacio Presidencial de Baabda, el presidente Aoun envió a su casa al Ministro de Justicia, Salim Jreissaty, para llevar a cabo la ceremonia de condecoración.https://news.lau.edu.lb/2018/in-memory-of-emily-nasrallah-1.php
Su funeral se celebró en la ciudad de Zahle, en el Valle de la Becá.[cita requerida]